# Gare de Ruelle
Ne doit pas être confondu avec Gare de Ruel.
La gare de Ruelle est une gare ferroviaire française de la ligne de Limoges-Bénédictins à Angoulême, située sur le territoire de la commune de Ruelle-sur-Touvre, dans le département de la Charente en région Nouvelle-Aquitaine.
Elle est mise en service en 1875 par la Compagnie des Charentes. Gare de la Société nationale des chemins de fer français (SNCF), elle n'est plus desservie par des trains depuis le 13 mars 2018.

## Situation ferroviaire
Établie à 49 mètres d'altitude, la gare de Ruelle est située au point kilométrique (PK) 413,848 de la ligne de Limoges-Bénédictins à Angoulême, entre les gares de Magnac - Touvre et d'Angoulême.

## Histoire
La compagnie des Charentes obtient la concession de la ligne Angoulême-Limoges en 1868 et les travaux durent jusqu'en 1875.
Jusqu'au 12 mars 2018, la gare était desservie par les trains du réseau TER Nouvelle-Aquitaine au rythme de 5 allers et retours Limoges-Angoulême. Depuis le 13 mars 2018, la gare n'est plus desservie par des trains, la ligne étant fermée entre Saillat - Chassenon et Angoulême,.

## Fréquentation
De 2015 à 2018, selon les estimations de la SNCF, la fréquentation annuelle de la gare s'élève aux nombres indiqués dans le tableau ci-dessous:
| Année     | 2015  | 2016  | 2017  | 2018  |
| --------- | ----- | ----- | ----- | ----- |
| Voyageurs | 6 692 | 5 148 | 5 251 | 3 501 |

## Service des voyageurs

### Accueil
C'est une gare SNCF qui dispose d'un bâtiment voyageurs, avec guichet ouvert du lundi au samedi.

### Desserte
La gare est desservie par les autocars du réseau TER Nouvelle-Aquitaine.

### Intermodalité
Un parking pour les véhicules y est aménagé. À moins de 300 mètres, se trouve l'arrêt de bus « PN Ruelle » de la ligne 1 du réseau de bus du grand Angoulême (STGA),.